# Краматорский металлургический завод
ОАО «Крамато́рский металлурги́ческий завод им. В. В. Ку́йбышева» (КМЗ им. Куйбышева) — металлургическое предприятие на территории города Краматорска (Донецкая область Украины). Градообразующее предприятие в 1890-х—1930-х гг. С 2012 года — банкрот.
Расположено к северо-востоку от железнодорожной станции Краматорск по обе стороны реки Казённый Торец.
Металлургическое предприятие с полным циклом производства. В 2008 г. произведено продукции на 689 млн гривен, что составило 11,3 % от общегородского промышленного производства. Уставный капитал ОАО — 924,2 тыс. грн. (2008). В 2010 г. произведено 26,3 тыс. т стального проката.

## История
Июль 1896 — К. Гампер выкупил у помещиков Тарановых-Белозеровых участок земли.
- Сентябрь 1896 — начал работу механический завод.

Август 1897 года — для обеспечение механического производства металлом были запущены доменные печи № 1 и № 2 и получили первый чугун.

15 мая 1899 — на базе польской машиностроительной фирмы «В. Фицнер и К. Гампер» учреждено «Краматорское металлургическое общество» (КМО).

1901—1904 годах производство чугуна утроилось и достигло 73,7 тыс. т.

1902 год — открыта заводская трёхлетняя школа.

1903 — инженер М. К. Курако (работал на заводе в 1902—1906 гг.) построил домну новой конструкции, превосходившей по показателям другие печи.

1905 год — был введён в строй мартеновский цех.

10 февраля 1905 — забастовка рабочих. Избраны советы депутатов, организована милиция.

13 — 15, 18 декабря 1905 — забастовка рабочих. 14 декабря обезоружена полиция, освобождены тюрьмы. 15 декабря захвачены почта, телеграф и банк. Разогнана казаками.

14 июля 1906 — закрытие завода администрацией из-за бойкота рабочих.

1907 — построено новое здание школы, теперь четырёхлетней.

К 1909 на заводе 6 паровых, 75 электрических двигателей и 3 динамо-машины общей мощностью в 7,5 тыс. л. с.; годовое производство — 7 млн руб.

1909 — запущен крупносортный стан 620, производящий полособульб.
- — введён в строй новый мартеновский цех.
- В марте 1909 случилось сильное наводнение, нарушена работа завода.

1910 год — начал работать прокатный цех.

1911 — производство чугуна 158,9 тыс. т, стали — 60,8 тыс.

9 (ст. ст.) мая 1912 — организована пожарная команда.

К 1913 на заводе 265 машин общей мощностью 22,1 тыс. л. с., 2 доменных печи; годовое производство — 12 млн руб. Номенклатура производства: сортовое и проволочное железо.

1913 — основной капитал общества — 7,2 млн руб.
- — трёхлетнее училище при заводе стало четырёхлетним.

В 1913—1914 владельцы завода получили свыше 2 млн руб. чистой прибыли.

1914 — иностранцы исключены из числа акционеров.
- В связи с нехваткой рабочих рук из-за мобилизации с 1914 года на завод в качестве рабочих начали принимать женщин.

1915 — нехватку рабочих восполнили китайцы.
- — построение здание главной конторы (директорат).

1916 — построен металлический мост через Торец.
- — Приобретено право на 36 лет добычи каменного угля в Черкасской волости.
- — владельцы завода получили свыше 5 млн руб. чистой прибыли.

2 марта 1917 — рабочие остановили завод и устроили митинг по поводу Февральской революции.
- 18 июня 1917 — стачка.

- 1917 год — из-за нехватки денежной массы для расчётов с рабочими и инженерно-техническим персоналом дирекция выпустила временные денежные знаки достоинством 1, 3, 5, 10, 25 и 100 рублей. Бумага бонов КМО имела защиту — водяные знаки, но в обращение они так и не поступили.

1918 — остановлена мартеновская печь.

17 ноября 1920 — постановлением Президиума Укрсовнархоза завод национализирован, получив название Краматорского государственного машиностроительного и металлургического (КГММЗ или КГМЗ).
- 17 декабря 1920 — производство остановлено из-за финансового и сырьевого кризиса.

1 июня 1922 — постановлением Президиума Укрсовнархоза завод передан в ведение Управления горной каменноугольной промышленности (Донугля).

12 августа 1922 — возобновила работу мартеновская печь.

27 сентября 1923 — зажжена домна № 1.

1 октября 1925 — завод выведен из подчинения Донуглю и преобразован в трест КГМЗ.

1926 год — продукция доменного и мартеновского цехов превзошла довоенный уровень.

1 мая 1927 — создан отдел информации и рационализации.
- 29 июня 1927 — начала выходить газета «Краматорская домна» (19 сентября 1930 года преобразована в городскую газету «Краматорская правда»).

1929 — в связи со строительством нового завода тяжёлого машиностроения КГММЗ вошёл в состав комбината «Краммашстрой».

1931 — построена новая электровоздуходувная станция.

1932 — выпущено 256 тыс. т чугуна, 143 тыс. т стали, 133 тыс. т. проката.

Февраль 1933 — вышел первый номер корпоративной газеты «Сталь».

1 июня 1934 — распоряжением Наркомтяжмаша предприятие было разделено на два завода: Старокраматорский машиностроительный завод и Краматорский металлургический завод.
- 1934 — произошёл взрыв доменной печи.

1941 — завод эвакуирован в г. Серов.

После оккупации завод был передан компании Huttenwerke-Gesellschaft Ost m.b.H., которая ремонтировала на нём горное оборудование. С 1943 года на заводе, получившем название Neue Maschinenfabrik Kramatorsk, ремонтировались танки и другая военная техника. Также на нём был размещён заказ на изготовление 1 000 цилиндро-расточных и цилиндро-шлифовальных станков. В августе 1943 года на заводе работало 2 000 русских рабочих.

17 февраля 1944 — первая послевоенная плавка стали.

1950 год — запущена доменная печь № 4, а существовавшая доменная печь № 3 была переведена на выплавку ферромарганца.

1963 — сдана в эксплуатацию более мощная доменная печь. Капитально отремонтирована в 1981.

— перед заводоуправлением открыт памятник В. Куйбышеву

1989 — в мартеновском цехе соорудили четырёхручьевую сортовую МНЛЗ горизонтального типа, которая предполагала получение квадратной заготовки сечением 175×175 мм производительностью 80 т/ч.

1990 — МНЛЗ демонтирована из-за неудачной эксплуатации.

1994 — государственное предприятие преобразовано в открытое акционерное общество «Краматорский металлургический завод имени В. В. Куйбышева».

2000 — остановлена доменная печь № 3 и закрыт мартеновский цех.

2007 — авария на доменной печи № 4.

2008 — доменная печь № 4 отремонтирована и запущена вновь.

— произведено 205 тыс. т чугуна и 24 тыс. т проката.

2009 — доменная печь № 4 остановлена из-за падения спроса на чугун.

2010 — на базе КМЗ образованы новые предприятия Краматорский ферросплавный завод.

23 февраля 2011 — на базе прокатного цеха было принято решение о создании Краматорского металлопрокатного завода в форме общества с ограниченной ответственностью, 9 марта 2011 — предприятие зарегистрировано.

2012 — доменная печь № 3 и мартеновский цех демонтированы.

20 декабря 2012 — Краматорский металлопрокатный завод получил в аренду 2 участка общей площадью почти 8 га, Краматорский ферросплавный завод — 8 участков площадью 128 га.
- 24 декабря 2012 — Краматорский металлургический завод признан банкротом.

2014 — домна № 4 запущена.

24 июня 2020 — остановлена домна № 4. Краматорский ферросплавный завод остановлен.

### Численность сотрудников
| год   | 1897 | 1899 | 1909 | 1912 | 1913 | 1914 | 1916 | 1917 | 1918 | 1921  | 1924  | 1926  | 1932 | 1936  | 2006 | 2008 |     |
| ----- | ---- | ---- | ---- | ---- | ---- | ---- | ---- | ---- | ---- | ----- | ----- | ----- | ---- | ----- | ---- | ---- | --- |
| чел.  | 400  | 2000 | 1700 | 1470 | 2981 | 1340 | 4063 | 4084 | 2315 | 2000  | 2151  | 5500  | 5300 | 4832. | 1811 | 1499 |     |
| завод | КМО  | КМО  | КМО  | КМО  | КМО  | КМО  | КМО  | КМО  | КМО  | КГГМЗ | КГГМЗ | КГГМЗ | КМЗ  | КМЗ   | КМЗ  | КМЗ  | КМЗ |

- Доменный цех
- Шлаковая гора
- Доменные печи и Шлаковая гора
- Проходные со стороны железной дороги